# Witt Lowry
Mark Lawrence Richard jr. (28 februari 1991), bekend als Witt Lowry, is een Amerikaanse rapper. Hij is een onafhankelijk artiest en heeft sinds 2012 vijf albums en een mixtape uitgebracht. Nadat hij een jaar grafisch ontwerper was geweest, begon hij muziek te maken en uit te brengen op YouTube, SoundCloud en Spotify.

## Leven en carrière
Lowry werkte als grafisch ontwerper voordat hij begon met het maken van muziek onder de naam Witty. Later besefte hij dat hij onder zijn artiestennaam "Witty" moeilijk te vinden was en besloot hij zijn artiestennaam te veranderen naar "Witt Lowry". In 2012 bracht hij zijn eerste album Headphone Hero uit en in 2013 kwam zijn eerste mixtape Kindest Regards uit.
Voor de productie van zijn eerste projecten en singles zijn veel samples gebruikt van onder anderen Taylor Swift, James Bay en Kaskade, omdat hij nog niet genoeg bekendheid had om met artiesten samen te werken.
Op 25 september 2015 bracht Witt Lowry zijn tweede album, Dreaming With Our Eyes Open, uit.
Op 18 september 2017 bracht hij zijn derde album, I Could Not Plan This, uit. Samen met het album kondigde hij zijn eerste internationale tour aan waarvan veel shows binnen een dag uitverkocht waren.
Op 30 augustus 2019 bracht Lowry zijn vierde album, Nevers Road, uit. Na de succesvolle tour van zijn vorige album rondt hij het jaar af met een Amerikaanse tour. Met dit album stond Lowry in de week van 14 september 2019 op nummer 1 van de Billboard Charts, met de categorieën R&B/Hip-Hop album sales en Rap album sales.
Op 9 december 2022 bracht Lowry zijn vijfde album, If You Don't Like The Story Write Your Own, uit. 

## Muziekstijl en invloeden
Witt Lowry maakt underground/alternatieve hip-hop. Zijn delivery suggereert dat hij geïnspireerd is door Eminem, terwijl de boodschappen in zijn teksten meer invloed van Macklemore suggereren. Witt Lowry zegt zelf dat hij geïnspireerd is door de gebeurtenissen in zijn leven. 

## Samenwerkingen
In 2012 werkte Witt Lowry samen met Kyla Benson op zijn eerste album Headphone Hero. In 2013 werkte hij op Kindest Regards voor het eerst samen met Trippz Michaud. Op Dreaming With Our Eyes Open werkte hij opnieuw samen met Trippz Michaud en werkte hij voor het eerst samen met Devvon Terrell waarmee hij nog een nummer, "Tell You Off", uitbracht. Op zijn derde album, I Could Not Plan This, werkte hij nog samen met Tori Solkowski, Max Schneider, GJan, Trippz Michaud, Deion Reverie, Ava Max en Dia Frampton.
Daarnaast heeft hij nog samenwerkingen met Cam Meekins, Yonas en VI Seconds.

## Discografie

### Studioalbums
- Headphone Hero (2012)
- Dreaming With Our Eyes Open (2015)
- I Could Not Plan This (2017)
- Nevers Road (2019)
- If You Don't Like The Story Write Your Own (2022)

### Mixtapes
- Kindest Regards (2013)

### Singles en nummers
- Rescue (2014)
- Kindest Regards (2014)
- Dreaming With Our Eyes Open (2015)
- Ladders (2015)
- My Mistake met Trippz Michaud (2015)
- Wonder If You Wonder (2015)
- Tried to Be Nice (2015)
- Silicone Kingdome (2015)
- Tourist (2015)
- Piece of Mind 3 (2015)
- So Many Nights met Devvon Terrell (2015)
- Running from Here (2015)
- Coupons (2015)
- Numb (2016)
- I Could Not Plan This (2017)
- Blood in the Water (2017)
- Losing You met MAX (2017)
- Wishing Wells (2017)
- Care Too Much (2017)
- Phone met GJan (2017)
- Let Me Know met Tori Solkowski (2017)
- Lie Lie Lie met Chris Michaud (2017)
- Better for Me met Deion Reverie (2017)
- Movies (2017)
- I Know I Know (2017)
- Forgot About Me (2017)
- Lately met Dia Frampton (2017)
- Last Letter (2017)
- Wishing Wells (2017)
- Into Your Arms met Ava Max (2018)
- Piece of Mind 4 (2018)
- Welcome met Dan Haynes (2019)
- Hurt met Deion Reverie (2019)
- Alone met WHATEVER WE ARE (2019)
- Crash (2019)
- Proud (2019)
- Debt met Dia Frampton (2019)
- Ghost (2019)
- Oxygen (2019)
- Yikes (2019)
- Reaper (2019)
- Nevers Road (2019)
- The Rise (2020)
- Your Side (2020)
- Changes met Deion Reverie (2020)
- Push Your Luck (2020)

### Remix
- Like I Do, Bebe Rexha - ICSDAY sample (2014)
- I Could Be, 3lau - How You Love Me sample (2014)
- Lay Here, James Bay - Let It Go sample (2014)
- Around Your Heart, Kaskade - Disarm You sample (2016)
- Praying, Kesha - Praying sample (2017)